# Crescimento do Islamismo
Islamismo é uma religião do Oriente Médio que vem experimentando intenso crescimento no Ocidente. Pode-se dizer que as causas desse fenômeno são, antes de tudo, o recuo do Cristianismo frente aos avanços da influência do iluminismo e tendências modernistas na sociedade, que deixaram um vácuo na consciência religiosa dos ocidentais, vácuo este que foi preenchido por outras religiões. 
Em segundo lugar, os muçulmanos possuem alta taxa de fecundidade. Com os avanços da sociedade moderna, a taxa de mortalidade diminuiu em todo o mundo, mas, ao passo que os casais liberais diminuíram o número de filhos, os muçulmanos ortodoxos continuam formando grandes famílias, pois não praticam anticoncepção e creem que Deus deseja a proliferação da humanidade.
Outros fatores podem ser apontados. Em regiões de miséria, a religião cumpre importante função social, assim como uma religão equitativa como o islamismo pode se tornar uma alternativa a povos oprimidos. Conforme o depoimento de um jovem da periferia que se converteu após presenciar uma cena de racismo:
| “ | Nos textos e músicas, Shabazz não fala diretamente sobre religião. “Mas está lá, de forma indireta. Eu vivo o islamismo. Para mim, não é uma religião, é um código de vida”, afirma ele, que mora em Taboão da Serra, na região metropolitana de São Paulo. As letras não precisam falar de religião. Muitas tocam na questão racial e no abismo social do país. Muitas vezes isso basta para conquistar uma alma. “O profeta Maomé pregava o Islã para as pessoas de diversos povos e culturas para que a religião fosse apresentada na linguagem típica de cada nação, com exemplos locais. E vemos no exemplo desses jovens um esforço necessário para trazer nossa religião às periferias das grandes cidades”, afirma Honeré sobre a música feita por grupos como o Denigri, formado por quatro muçulmanos, entre eles Shabazz. | ” |

No Brasil, estima-se que haja entre 700.000 e 3.000.000 de muçulmanos, mas tais dados são de pouca confiabilidade. Há comunidades muçulmanas significativas em São Paulo, no ABC Paulista e na área de Santos. Também há comunidades no Estado do Paraná, distribuídas na região litorânea, em Curitiba e em Foz do Iguaçu, na região da Tríplice Fronteira.
No mundo, o islamismo é atualmente uma das maiores religiões, seguramente passando de um bilhão de fiéis. É também a religião que mais cresce no mundo. Entretanto, isso também conduz ao aumento do fundamentalismo islâmico, para o qual os ocidentais vêm advogando o estímulo ao secularismo e ao laicismo, começando por separar a religião do Estado nos países muçulmanos.